# Comté de Västerbotten
Le comté de Västerbotten (en suédois : Västerbottens län, littéralement « Botnie occidentale ») est un comté de Suède situé dans le nord du pays. Son chef-lieu est Umeå. Il est le deuxième comté le plus septentrional de la Suède, seul le comté de Norrbotten étant plus au nord.
Il est voisin des comtés de Västernorrland, Jämtland et Norrbotten avec lesquels il constituait la vaste région du Norrland. Il partage également une frontière avec le comté norvégien de Nordland et longe le golfe de Botnie.

## Provinces historiques
Le comté de Västerbotten a un territoire réparti entre les anciennes limites des provinces historiques de Västerbotten, Laponie et Ångermanland.

## Administration
Les principales missions du conseil d’administration du comté (Länsstyrelse), dirigé par le préfet du comté, sont de satisfaire aux grandes orientations fournies par le Riksdag et le gouvernement, de promouvoir le développement du comté et de fixer des objectifs régionaux.

## Communes
Le comté de Västerbotten est subdivisé en 15 communes (Kommuner) :
- Åsele
- Bjurholm
- Dorotea
- Lycksele
- Malå
- Nordmaling
- Norsjö
- Robertsfors
- Skellefteå
- Sorsele
- Storuman
- Umeå
- Vännäs
- Vilhelmina
- Vindeln

## Héraldique
Le blason du comté de Västerbotten est une combinaison des blasons des anciennes provinces historiques de Västerbotten, Laponie et Ångermanland. Lorsqu’il est représenté avec une couronne royale, le blason représente le conseil d’administration du comté.